# Astronesthes richardsoni
Astronesthes richardsoni es una especie de pez de la familia Stomiidae en el orden de los Stomiiformes.

## Morfología
• Los machos pueden llegar alcanzar los 15,9 cm de longitud total.

## Alimentación
Come peces hueso y crustáceos.

## Hábitat
Es un pez de mar y de aguas profundas que vive entre 275-1.000 m de profundidad.

## Distribución geográfica
Se encuentra en el  Atlántico oriental (desde Mauritania hasta Angola y Namibia el  Atlántico occidental (el  Golfo de México y Bahamas), el suroeste del Atlántico (25 ° 27'S, 35 ° 56'W) y en otras zonas atlánticas (20 ° N-10 ° S).